# Nyatoh
Il Nyatoh è il legno di diversi alberi della famiglia delle sapotacee (in particolare dei generi Palaquium e Payena). Proviene soprattutto da Indonesia e Filippine, ma più in generale da un'ampia fascia estesa tra l'India e la Polinesia.

## Caratteristiche
Il Nyatoh presenta buone caratteristiche meccaniche. La superficie risulta di colore bruno pallido/rosso.

## Impiego
Materiale dotato di efficace resistenza agli agenti atmosferici. Il principale e più diffuso utilizzo è nei componenti per arredamento da giardino come tavoli, sedie e lettini da sole .

## Controversie
La sempre maggiore richiesta di questo legname per arredamenti da giardino sta mettendo a rischio la foresta pluviale in Indonesia e gli abitanti indigeni.
 